# سيرغي فينوغرادوف
سيرغي فينوغرادوف (بالروسية: Сергей Леонидович Виноградов)‏ (17 نوفمبر 1981 في روسيا - ) هو لاعب كرة قدم روسي في مركز الوسط. لعب مع أنجي محج قلعة ونادي روستوف ونادي فولغا نيجني نوفغورود ونادي فيتيبسك ونادي كريليا سوفيتوف سامارا ونادي كوبان كراسنودار وFC Pskov-747 ‏ وسخالين يوجنو ساخالينسك ‏ وFC Stavropolye-2009 ‏ وFC Meshakhte Tkibuli ‏.

## وصلات خارجية
- سيرغي فينوغرادوف على موقع قاعدة بيانات كرة القدم.إي يو (الإنجليزية)
- سيرغي فينوغرادوف على موقع Soccerway.com (الإنجليزية)